# Gaafaru
Gaafaru  är en ö i Maldiverna.  Den ligger i den norra delen av landet, 63 km norr om huvudstaden Malé. Geografiskt är den en del av atollen Gaafaru som är cirka 14 km i väst-östlig riktning och cirka 7 km i nord-sydlig riktning. I atollen finns, förutom ön Gaafaru, endast en liten obebodd ö, Velifaru. Gaafaruatollen tillhör den administrativa atollen Kaafu. 